# 전라남도진도교육지원청
전라남도진도교육지원청(全羅南道珍島敎育支援廳, Jindo Office of Education)은 전라남도 진도군을 관할하는 전라남도교육청 산하의 교육지원청이다.
교육장은 장학관으로 보한다.
단, 중학교, 고등학교는 모두 남녀공학이다.

## 산하 기관

### 유치원
| - 진도유치원 - 진도중앙유치원 |

### 초등학교 (병설유치원과 같음)
| - 고성초등학교 - 군내북초등학교 - 금성초등학교 - 석교초등학교 | - 오산초등학교 - 금호도분교(휴교) - 의동초등학교 - 의신초등학교 - 접도분교 |  | - 조도초등학교 - 거차분교 - 관사분교(휴교) - 대마분교(휴교) - 지산초등학교 - 진도서초등학교 - 가사도분교 - 진도초등학교 |

### 중학교
| - 고성중학교 - 석교중학교 - 의신중학교 - 조도중학교 | - 진도군내중학교 - 진도중학교 - 진도지산중학교 |

### 고등학교
| - 진도국악고등학교 - 진도실업고등학교 - 조도고등학교 - 진도고등학교 |